# Aarhus Tigers 2023
Questa voce raccoglie le informazioni riguardanti gli Aarhus Tigers nelle competizioni ufficiali della stagione 2023.

## 1. division 2023

### Stagione regolare
| Viby J 29 aprile 2023, ore 12:00 1ª giornata | Aarhus Tigers | 14 – 59 referto | Copenhagen Towers | Bøgeskov Idrætsanlæg |

| Nærum 6 maggio 2023, ore 12:00 2ª giornata | Søllerød Gold Diggers | 45 – 12 referto | Aarhus Tigers | Rundforbi Stadion |

| Svenstrup J 20 maggio 2023, ore 14:00 4ª giornata | Aalborg 89ers | 54 – 21 referto | Aarhus Tigers | Dall-Ferslev Idrætsforening |

| Viby J 27 maggio 2023, ore 12:00 5ª giornata | Aarhus Tigers | 13 – 42 referto | Søllerød Gold Diggers | Bøgeskov Idrætsanlæg (500 spett.) |

| Vejle 18 giugno 2023, ore 14:00 8ª giornata | Triangle Razorbacks | 55 – 14 referto | Aarhus Tigers | Vejle Atletikstadion |

| Viby J 12 agosto 2023, ore 12:00 9ª giornata | Aarhus Tigers | 25 – 49 referto | Aalborg 89ers | Bøgeskov Idrætsanlæg |

| Gentofte 2 settembre 2023, ore 14:00 12ª giornata | Copenhagen Towers | 49 – 0 referto | Aarhus Tigers | Gentofte Sportspark |

| Viby J 9 settembre 2023, ore 14:00 13ª giornata | Aarhus Tigers | 25 – 23 referto | Triangle Razorbacks | Bøgeskov Idrætsanlæg |

## Statistiche di squadra
| Competizione      | %Vittorie | In casa | In casa | In casa | In casa | In casa | In casa | In trasferta | In trasferta | In trasferta | In trasferta | In trasferta | In trasferta | Totale | Totale | Totale | Totale | Totale | Totale |
| Competizione      | %Vittorie | G       | V       | N       | P       | Pf      | Ps      | G            | V            | N            | P            | Pf           | Ps           | G      | V      | N      | P      | Pf     | Ps     |
| ----------------- | --------- | ------- | ------- | ------- | ------- | ------- | ------- | ------------ | ------------ | ------------ | ------------ | ------------ | ------------ | ------ | ------ | ------ | ------ | ------ | ------ |
| Stagione regolare | .125      | 4       | 1       | 0       | 3       | 77      | 173     | 4            | 0            | 0            | 4            | 47           | 203          | 8      | 1      | 0      | 7      | 124    | 376    |
| Totale            | .125      | 4       | 1       | 0       | 3       | 77      | 173     | 4            | 0            | 0            | 4            | 47           | 203          | 8      | 1      | 0      | 7      | 124    | 376    |